# Friedrich Julius Rosenbach
Friedrich Julius Rosenbach, även känd som Anton Julius Friedrich Rosenbach,  16 december 1842 i Grohnde an der Weser, död 6 december 1923 i Göttingen, var en tysk läkare och mikrobiolog. Han är känd för att 1884 ha särskiljt Staphylococcus aureus och Staphylococcus albus, som nu kallas Staphylococcus epidermidis. Han beskrev och namngav också Streptococcus pyogenes. Rosenbachs sjukdom är också namngiven till hans ära.

## Biografi
Rosenbach studerade i Heidelberg, Göttingen, Wien, Paris och Berlin och tog sin doktorsexamen 1867. Han gifte sig med Franziska Merkel den 12 maj 1877. 